# Lê Thị Thu Nguyệt
Lê Thị Thu Nguyệt (sinh năm 1944) là chiến sĩ biệt động Sài Gòn trong Chiến tranh Việt Nam. Bà được phong tặng danh hiệu Anh hùng Lực lượng vũ trang nhân dân vào năm 2015.

## Xuất thân
Lê Thị Thu Nguyệt (bí danh Mỹ Linh) sinh năm 1944 tại Tân Định, Sài Gòn,  có cha là ông Lê Đình Lang – một Đảng viên Đảng cộng sản Đông Dương bị lộ thân phận nên năm 1954 phải tập kết ra Bắc. Mẹ bà từng là hội viên Hội Phụ nữ cứu quốc qua đời vì bạo bệnh khi bà mới vài tuổi.
Ở lại Sài Gòn, bà được cha gửi vào nhà chú ruột Lê Văn Lý. Ông Lý cũng là thành viên hoạt động cách mạng ngụy trang dưới lớp vỏ bọc thợ cắt tóc. Năm 14 tuổi, bà tham gia kháng chiến với nhiệm vụ giao liên, đưa người vào chiến khu, mang tài liệu công văn và vận chuyển vũ khí vào nội thành.

## Gia nhập đặc công
Năm 1960, bà gia nhập lực lượng Biệt động Sài Gòn trùng với thời điểm Mặt trận giải phóng miền Nam ra đời. Là thành viên đội 159 chuyên đánh cố vấn quân sự Mỹ, bà cùng đồng đội dùng thun, ná tẩm thuốc độc tiêu diệt bốn cố vấn Mỹ trên đường Trần Hưng Đạo.
Ngày 26 tháng 10 năm 1962, chính quyền Việt Nam Cộng hòa tổ chức trưng bày chiến lợi phẩm thu được của quân đội cộng sản. Địa điểm triển lãm bắt đầu từ Nhà hát Lớn băng qua khách sạn Continental trải dài đến đường Nguyễn Huệ, có 100 nhà báo đến dự và hàng ngàn người xem. Dưới sự chỉ huy của Lê Thanh Tùng cùng các chiến đấu viên Trần Cưỡng, Trần Tiên Cương, bà tổ chức ném lựu đạn phá hỏng một chiếc trực thăng HU-1A và gây thương vong nhiều thành viên phía đối phương, phá vỡ cuộc triển lãm dự định kéo dài trong bảy ngày.

## Đánh bom
Năm 1963, Nguyệt nhận nhiệm vụ gài mìn nổ chậm vào máy bay Boeing 707 chở cố vấn quân sự Mỹ. Trước đó phe cộng sản đã tiến hành cài cắm người vào sân bay, sau đó đưa bà Nguyệt nhập vai người yêu của nhân vật này vào nhằm điều nghiên mục tiêu. Tháng 3 năm 1963, một gói thuốc nổ mạnh C4 cài đồng hồ hẹn giờ được đưa lên chiếc phi cơ này. Theo kế hoạch, mìn sẽ nổ khi phương tiện cất cánh 15 phút, nhưng chiếc Boeing 707 rời Sài Gòn sang San Francisco, quá cảnh đến sân bay Honolulu được 2 phút thì mìn mới phát nổ. Báo chí Việt Nam cho biết toàn bộ chiếc máy bay mang số hiệu FHA007 hoàn toàn hư hỏng, nhiều tài liệu quan trọng bị thiêu rụi. Do điều kiện kinh tế của quân cách mạng khó khăn nên khi sắm đồng hồ, Nguyệt chọn loại rẻ tiền nhất, được biết sự lạc hậu của thiết bị hẹn giờ đã khiến hệ thống bị đình trệ hoạt động khi áp suất thay đổi.
Nguyệt bị bắt vào cuối năm 1963 khi đang chuẩn bị báo cáo thành tích trong Đại hội Anh hùng chiến sĩ thi đua. Sau 11 năm trải qua các nhà tù từ An ninh quân đội, Thủ Đức, Chí Hòa, Tân Hiệp đến Côn Đảo, bà được trao trả tại Lộc Ninh vào năm 1973. Thời điểm kết thúc chiến tranh Việt Nam, bà công tác tại địa phương, từng là Phó Chủ tịch Hội Liên hiệp Phụ nữ quận Tân Bình, sau đó nắm giữ chức vụ cửa hàng trưởng một công ty lương thực trong khu vực.

## Thông tin mâu thuẫn
Truyền thông Việt Nam không có sự thống nhất trong cách đưa tin về sự kiện đánh bom năm 1963. Dân Trí, Xây dựng, Đài Tiếng nói Nhân dân Thành phố Hồ Chí Minh cho biết thời điểm chiếc máy bay cất cánh từ sân bay Tân Sơn Nhất về San Francisco diễn ra vào ngày 25 tháng 3, tuy nhiên Quân Đội Nhân Dân và Tạp chí Người Đưa Tin thì lại truyền thông chuyến bay khởi hành trễ hơn ba ngày sau đó. Cũng chính hai cơ quan ngôn luận này đã tiết lộ danh tính điệp viên phe cộng sản làm người tình của bà Nguyệt tên là Đình Lung (bí danh 9E), theo Đài Truyền hình Việt Nam thì ông là nhân viên đưa hàng trong sân bay, tuy nhiên Xây dựng và Công An Nhân Dân thì lại báo cáo Mười Luân (bí danh 8E) mới chính là tên của nhân vật này, nghề nghiệp đổi qua làm nhân viên không lưu.
Tiếp theo, Đài Tiếng nói Nhân dân Thành phố Hồ Chí Minh, VnExpress, Dân Trí, Phụ Nữ, Công An Nhân Dân đều đồng loạt khẳng định bà Nguyệt là người đã đánh tráo chiếc túi chứa thuốc nổ trong sân bay với chiếc của một cố vấn Mỹ trong phòng đợi, tuy nhiên trong bản tin của Đài Truyền hình Việt Nam, Quân Đội Nhân Dân, Tạp chí Người Đưa Tin thì lại không truyền đạt tình tiết này, thay vào đó người tình của bà sẽ chuẩn bị sẵn túi du lịch giống với loại sĩ quan Mỹ thường dùng và đặt trong phòng vệ sinh, nhiệm vụ của bà là bỏ khối thuốc nổ vào và người này (hoặc nhân viên sân bay tùy từng bản tin) sẽ mang lên chiếc phi cơ. Trong lời kể của Nguyệt cũng chứa đựng sự mâu thuẫn với báo chí khi bà cho biết chính người tình của mình là chủ thể tráo chiếc túi này. Bên cạnh đó, các thông tin tuyên truyền về hậu quả của vụ nổ bom từ phía Việt Nam cũng có nhiều điểm khác biệt, một số tờ báo mô tả sự kiện này gây ra nhiều "thương vong", trong khi số khác thì lại chấp nhận việc các cố vấn đã "thoát chết", ngoài ra còn có chi tiết "hàng chục sĩ quan cấp tá Mỹ bị thương". Tuy nhiên theo lời tường thuật trực tiếp từ Nguyệt – trong khi bà thừa nhận nhiệm vụ đã thất bại thì ngay tại thời điểm quả bom kích hoạt, mọi người đã rời khỏi máy bay, chỉ có tài liệu của họ bị hư hại.
Các hình thức diễn ngôn tại Việt Nam và cả người trong cuộc là Nguyệt đều truyền tải chung một thông điệp, đó là tình huống bom phát nổ khi đang quá cảnh tại sân bay Honolulu. Công An Nhân Dân đánh giá vụ việc này có sức "công phá" lớn trong dư luận, vấn đề xảy ra vào năm 1963 khiến Phụ Nữ phải nhận định "gây chấn động nước Mỹ", Xây dựng thì nhấn mạnh "gây tiếng vang lớn đối với chính phủ" quốc gia này. Dân Trí, Tạp chí Người Đưa Tin, và Đài Tiếng nói Nhân dân Thành phố Hồ Chí Minh thì đồng loạt tuyên bố vụ nổ đã tạo nên làn sóng "chấn động" trong quân đội Hoa Kỳ. Không dừng lại ở đó, cây bút Võ Thu Hương – tác giả lấy Nguyệt làm hình mẫu cho cuốn sách Nụ cười Chim Sắt xuất bản vào năm 2013, sử dụng cụm từ "chấn động thế giới" khi viết cho Báo Lâm Đồng về chiến công của bà và "chấn động cả Lầu Năm Góc" khi đăng bài viết trên nguyệt san của báo Quân Đội Nhân Dân, trong khi Đài Truyền hình Việt Nam thì khẳng định bà Nguyệt đã làm "thế giới rúng động". Tuy nhiên trong danh sách các tai nạn hàng không từng được ghi nhận tại Honolulu, không có chuyến bay nào gặp phải sự cố vào năm 1963. Bản báo cáo các tai nạn máy bay của Ủy ban Hàng không Dân dụng Hoa Kỳ xuyên suốt khoảng thời gian 1934–1965 cũng không có một cuộc điều tra nào được liệt kê tại tiểu bang Hawaii trong năm 1963. Tương tự, ngành hàng không thế giới chưa từng lưu trữ dữ liệu vụ việc nào giống với thông tin Việt Nam mô tả.
Về phía Hoa Kỳ, một góc độ rất khác của câu chuyện đã được truyền thông đến công chúng. Tờ báo Press-Telegram trích dẫn nguồn tin từ hãng thông tấn United Press International vào năm 1964 cho biết Nguyệt và một người đàn ông mang tên Phạm Văn Lung bị triệu tập ra tòa ở Sài Gòn lấy lời khai vì nằm trong diện tình nghi là thủ phạm của vụ án về một viên đại úy Hoa Kỳ bị buộc tội đánh bom bà vợ do ghen tuông. Quả bom này sau đó đã phát nổ tại sân bay quốc tế San Francisco vào ngày 18 tháng 3 năm 1963 khiến hai nhân viên bưu điện bị thương. Sau khi bị Quân đội Việt Nam Cộng hòa tra tấn, Lung – một điệp viên cộng sản dưới lớp vỏ bọc là nhân viên Bưu điện Quân đội Hoa Kỳ tại Sài Gòn – ban đầu thú nhận mình là người đặt bom, còn bà Nguyệt thì tuồn quả bom vào người ông trong bánh gạo để đưa lên một chuyến bay chở khách, tuy nhiên cả hai người đều khẳng định họ bị buộc phải ký vào bản thú tội dưới áp lực ép cung bằng sốc điện, đánh vào lòng bàn chân bằng dùi cui, đổ nước vào mũi và miệng rồi bị giẫm lên bụng. Về sau, Lung thay đổi lời khai, nói rằng ông "không đủ dũng khí để thực hiện hành vi giết người" nên đã bỏ chất nổ vào thùng rác rồi thả trôi xuống sông Sài Gòn. Lung cũng cho biết ông "thà bị kết án tử hình còn hơn bị tra tấn vì không thể chịu đựng được nỗi đau".

## Đời tư
Năm 1976, bà lập gia đình cùng Đỗ Khánh Vân, sau này ông là Đại tá công tác tại Quân khu 7. Cặp đôi có với nhau hai người con trai, một người trong số đó từng du học ngành hàng không không gian tại Boston, Hoa Kỳ.